# Preamplificador

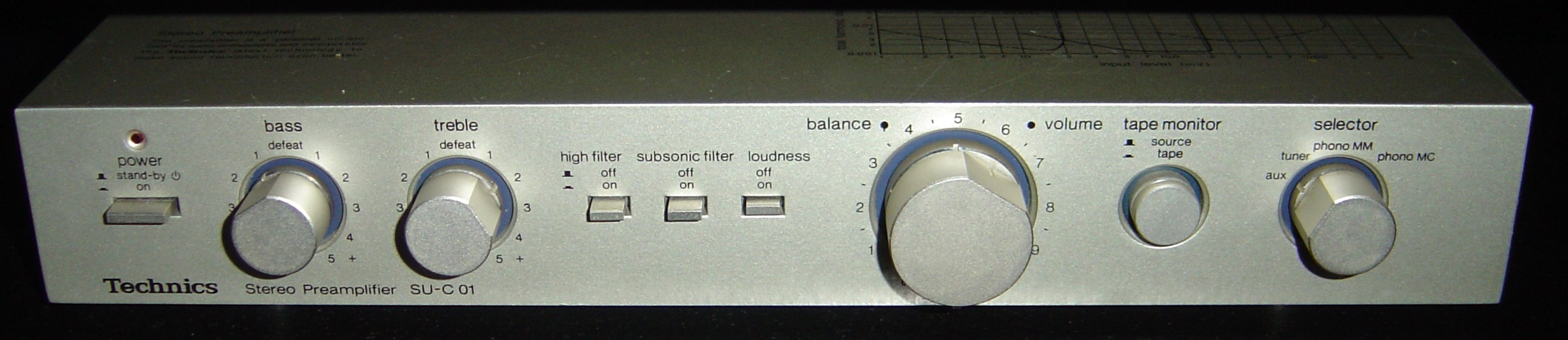
Preamplificador estéreo Technics SU-C01 (1979).

Un preamplificador es un tipo de amplificador electrónico utilizado en la cadena de audio, durante la reproducción del sonido. 
Como en todo amplificador, la finalidad de un preamplificador es aumentar el nivel de la señal y, para ello, actúa sobre la tensión de la señal de entrada.
Cuando las señales salgan del preamplificador, habrán alcanzado el nivel de línea, estandarizado en los +4dbu.
El preamplificador se encarga de nivelar la tensión eléctrica que le llega de las distintas fuentes de audio (cada equipo tiene una tensión de salida diferente), para luego, una vez igualadas, enviarlas, como señal de entrada, a otro equipo.
La relación entre nivel de salida y de entrada es la ganancia. Así, la ganancia, expresada en decibelios, indica el grado de amplificación de una señal.
Algunos equipos preamplificadores poseen controles que les permiten, además de regular la tensión de salida, regular el tono, el balance, etc. Además de reforzar la sonoridad con bajo volumen (loudness). 
A pesar de lo dicho, normalmente, los equipos para audiófilos no incluyen ninguno de estos controles, pues pueden distorsionar la señal original. Estas actuaciones se pueden realizar, sin introducir pérdidas en la señal durante el proceso, más adelante: en la mesa de mezclas o, incluso, en el altavoz.